# Boçac d'Arona
Busset és un municipi francès, situat al departament de l'Alier i a la regió d'Alvèrnia-Roine-Alps. L'any 2007 tenia 863 habitants.

## Demografia

### Població
El 2007 la població de fet de Busset era de 863 persones. Hi havia 348 famílies de les quals 79 eren unipersonals (46 homes vivint sols i 33 dones vivint soles), 116 parelles sense fills, 124 parelles amb fills i 29 famílies monoparentals amb fills.
La població ha evolucionat segons el següent gràfic:
Habitants censats

### Habitatges
El 2007 hi havia 492 habitatges, 356 eren l'habitatge principal de la família, 58 eren segones residències i 78 estaven desocupats. 486 eren cases i 4 eren apartaments. Dels 356 habitatges principals, 300 estaven ocupats pels seus propietaris, 46 estaven llogats i ocupats pels llogaters i 10 estaven cedits a títol gratuït; 1 tenia una cambra, 11 en tenien dues, 42 en tenien tres, 117 en tenien quatre i 184 en tenien cinc o més. 266 habitatges disposaven pel capbaix d'una plaça de pàrquing. A 121 habitatges hi havia un automòbil i a 202 n'hi havia dos o més.

### Piràmide de població
La piràmide de població per edats i sexe el 2009 era:
| Homes | Edats   | Dones |
| ----- | ------- | ----- |
| 0     | 95 o +  | 0     |
| 0     | 90 a 94 | 12    |
| 4     | 85 a 89 | 12    |
| 12    | 80 a 84 | 8     |
| 12    | 75 a 79 | 24    |
| 36    | 70 a 74 | 24    |
| 12    | 65 a 69 | 16    |
| 12    | 60 a 64 | 28    |
| 24    | 55 a 59 | 16    |
| 40    | 50 a 54 | 36    |
| 24    | 45 a 49 | 32    |
| 44    | 40 a 44 | 24    |
| 32    | 35 a 39 | 28    |
| 24    | 30 a 34 | 28    |
| 36    | 25 a 29 | 24    |
| 16    | 20 a 24 | 20    |
| 20    | 15 a 19 | 20    |
| 20    | 10 a 14 | 24    |
| 16    | 5 a 9   | 36    |
| 16    | 0 a 4   | 28    |

## Economia
El 2007 la població en edat de treballar era de 547 persones, 422 eren actives i 125 eren inactives. De les 422 persones actives 391 estaven ocupades (215 homes i 176 dones) i 31 estaven aturades (17 homes i 14 dones). De les 125 persones inactives 50 estaven jubilades, 34 estaven estudiant i 41 estaven classificades com a «altres inactius».

### Ingressos
El 2009 a Busset hi havia 346 unitats fiscals que integraven 849,5 persones, la mediana anual d'ingressos fiscals per persona era de 16.469 €.

### Activitats econòmiques
Dels 38 establiments que hi havia el 2007, 1 era d'una empresa alimentària, 3 d'empreses de fabricació d'altres productes industrials, 13 d'empreses de construcció, 4 d'empreses de comerç i reparació d'automòbils, 4 d'empreses d'hostatgeria i restauració, 1 d'una empresa immobiliària, 6 d'empreses de serveis, 2 d'entitats de l'administració pública i 4 d'empreses classificades com a «altres activitats de serveis».
Dels 14 establiments de servei als particulars que hi havia el 2009, 2 eren tallers de reparació d'automòbils i de material agrícola, 1 paleta, 2 guixaires pintors, 2 fusteries, 3 lampisteries, 1 electricista, 1 empresa de construcció, 1 perruqueria i 1 restaurant.
L'únic establiment comercial que hi havia el 2009 era una fleca.
L'any 2000 a Busset hi havia 37 explotacions agrícoles que ocupaven un total de 1.674 hectàrees.

## Equipaments sanitaris i escolars
El 2009 hi havia una escola elemental.

## Poblacions més properes
El següent diagrama mostra les poblacions més properes.